# Хмельницька вулиця (Київ)
Хмельни́цька ву́лиця — вулиця у Святошинському районі міста Києва, місцевості Авіамістечко, Святошин. Пролягає від вулиці Олександра Оксанченка і Тернопільської вулиці до вулиці Василя Степанченка.
Прилучаються вулиці Авіаконструкторська і Володимира Гапоненка.

## Історія
Вулиця виникла в середині XX століття під назвою 860-А Нова, з 1953 року набула назву Чигиринська (на честь міста Чигирин), з 1955 року — Проскуровська (повторне перейменування номерної вулиці). Сучасна назва — з 1963 року, на честь міста Хмельницький (колишній Проскурів).